# Dubai Mall
Dubai Mall es un centro comercial de Dubái (Emiratos Árabes Unidos), perteneciente a Emaar Properties. El "Dubai Mall" es el centro comercial más grande del mundo basado en su área total y el sexto más grande en superficie bruta alquilable. (Área total de espacio para negocios 502.000 metros cuadrados o unos 5 400 000 de pies cuadrados) Contiene más de 1.200 establecimientos (entre las que se incluye la francesa Galeries Lafayette Haussmann y la estadounidense Bloomingdales, que constituyen sus únicas tiendas fuera de sus países de origen), un hipermercado y tiendas de servicios. Cuenta con 6 pisos de área comercial y 10 de aparcamiento.

## Atracciones
- Pista de hockey sobre hielo.
- Dubai Aquarium and Underwater Zoo, un acuario y zoo acuático con 300 especies de animales marinos, incluyendo tiburones y rayas.
- Dubai Dino, un fósil de un Diplodocus.
- Simulador de vuelo.
- VR Park Dubai, un parque temático de realidad virtual.
- KidZania, un parque temático para niños.
- Hysteria, una casa encantada.
- Centro médico.

## Construcción
Localizado en Dubái, Emiratos Árabes Unidos, es parte de un complejo céntrico de la ciudad llamado "Downtown Dubai", con un valor de 20 mil millones de dólares. En abril de 2009 se reconstruyeron los accesos al centro comercial que ahora está lo forman una carretera de dos pisos.

## Popularidad
El centro comercial de Dubái Mall recibió más de 37 millones de visitantes en el 2009, y atrajo más de 750.000 visitantes por semana. Mientras que en el 2010 recibió  47 millones, y se vio un incremento de visitantes cercano al 27 por ciento con respecto al 2009, a pesar de la crisis económica. En el 2012, el Dubai Mall siguió manteniendo el título como el destino para compras y entretenimiento más visitado del mundo, y atrajo más de 65 millones de visitantes, un incremento de más del 20 por ciento comparado con los 54 millones registrados en el 2011.
Atrajo más visitantes que la ciudad de Nueva York que obtuvo algo más de 52 millones de turistas en el 2012, y Los Ángeles con 41 millones. Los números también sobrepasaron la llegada de todos los destinos de puntos de interés y entretenimiento en el mundo incluyendo el tan famoso Times Square en Nueva York (con 39,2 millones), Central Park (con 38 millones), y las Cataratas del Niágara (con 22,5 millones).